# Boycott (film)
Pour plus de détails, voir Fiche technique et Distribution.
Boycott est un film documentaire américain réalisé par Julia Bacha et sorti en 2021.
Il est présenté au festival Doc NYC (en), en 2021.

## Synopsis
Trois Américains — un éditeur de presse en Arkansas, un avocat en Arizona et une orthophoniste au Texas — se voient contraints de choisir entre leur emploi et leurs convictions politiques. Ils intentent des poursuites judiciaires contre leurs gouvernements d'États respectifs en réponse aux lois anti-BDS (en) qui conduisent à la résiliation leurs contrats commerciaux après qu'ils aient refusé de s'engager à ne pas boycotter Israël. Le  documentaire aborde également les questions connexes relatives à la liberté d'expression.

## Fiche technique
Sauf indication contraire, les informations mentionnées dans cette section peuvent être confirmées par la base de données cinématographiques IMDb,  présente dans la section « Liens externes ».
- Titre original : Boycott
- Réalisation : Julia Bacha
- Musique : Nainita Desai (en)
- Photographie : Amber Fares[4]
- Montage : Flávia De Souza et Eric Daniel Metzgar (en)[4]
- Production : Suhad Babaa, Julia Bacha et Daniel J. Chalfen
  - Production exécutive : Abigail Disney, Barbara Dobkin, Maxyne Franklin, Eleanor Friedman, Ken Grossinger, Deirdre Hegarty, Micheline Klagsbrun et Joan Platt
  - Coproduction : Tiffany Fisher Love
- Sociétés de production : Just Vision Films (en)[4], en coproduction avec Chicken And Egg Pictures, Fork Films, Naked Edge Films, Sundance Institute et The Bertha Foundation
- Société de distribution : n/a
- Pays de production :  États-Unis
- Langue originale : anglais
- Format : couleur
- Genre : documentaire
- Durée : 73 minutes
- Date de sortie :
  - États-Unis : 14 novembre 2021 (Doc NYC)

## Distribution
- Bahia Amawi : elle-même, orthophoniste au Texas[4]
- Alan Leveritt : lui-même, éditeur de presse en Arkansas[4]
- Mikkel Jordahl : lui-même, avocat en Arizona[4]

## Accueil
Boycott est projeté en avant-première mondiale, le 14 novembre 2021 au festival Doc NYC (en) (New York),. Il est également présenté, en mars 2022, au festival South by Southwest.
Il est inédit en France.